# Fincantieri
Fincantieri S.p.A. — італійська суднобудівна компанія, одна з найбільших у Європі та світі. Заснована у 1959 році, штаб-квартира розташована в місті Трієст, Італія.
Компанія будує як військові, так і цивільні судна. Серед її продукції — фрегати, патрульні кораблі, підводні човни, а також круїзні лайнери, пороми, кораблі спеціального призначення. Fincantieri має верфі не лише в Італії, а й у США, Норвегії, Бразилії та інших країнах.

## Військове суднобудування
Fincantieri є ключовим постачальником кораблів для ВМС Італії:
- патрульні кораблі класу Cassiopea
- багатоцільові фрегати FREMM
- авіаносець Cavour
- десантні кораблі типу Trieste
- підводні човни типу Todaro (спільно з німецькою ThyssenKrupp Marine Systems)

## Цивільні проєкти
Компанія є лідером у будівництві круїзних лайнерів для таких операторів, як:
- Carnival Cruise Line
- MSC Cruises
- Norwegian Cruise Line

## Дочірні компанії та глобальна присутність
Fincantieri володіє або контролює понад 20 верфей у 4 регіонах світу. У США діє через дочірню компанію **Fincantieri Marinette Marine**, яка будує кораблі для ВМС США.